# 欧比尼欧凯讷
欧比尼欧凯讷（法語：Aubigny-aux-Kaisnes，法語發音：[obiɲi o kɛn]）是法国上法蘭西大區埃纳省的一个市镇，属于圣康坦区。

## 地理
欧比尼欧凯讷（49°46'25"N, 3°7'0"E）面积3.72 平方千米，位于法国上法蘭西大區埃纳省，该省份为法国北部内陆省份，北起北部省，西接索姆省和瓦兹省，东临阿登省和马恩省，西南至塞纳-马恩省，东北部与比利时接壤。
与欧比尼欧凯讷接壤的市镇（或旧市镇、城区）包括：布赖圣克里斯托夫、杜希、迪里、皮通、维莱圣克里斯托夫。

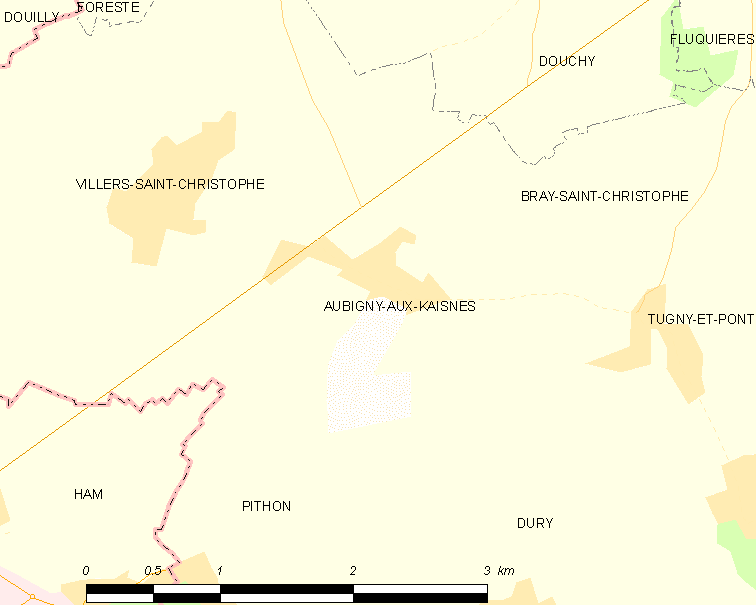
欧比尼欧凯讷的OSM定位图

欧比尼欧凯讷的时区为UTC+01:00、UTC+02:00（夏令时）。

## 行政
欧比尼欧凯讷的邮政编码为02590，INSEE市镇编码为02032。

## 政治
欧比尼欧凯讷所属的省级选区为里布蒙县。

## 人口

1962-2008年间欧比尼欧凯讷人口变化图示

欧比尼欧凯讷于2022年1月1日时的人口数量为239人。